# Maison Fournaise

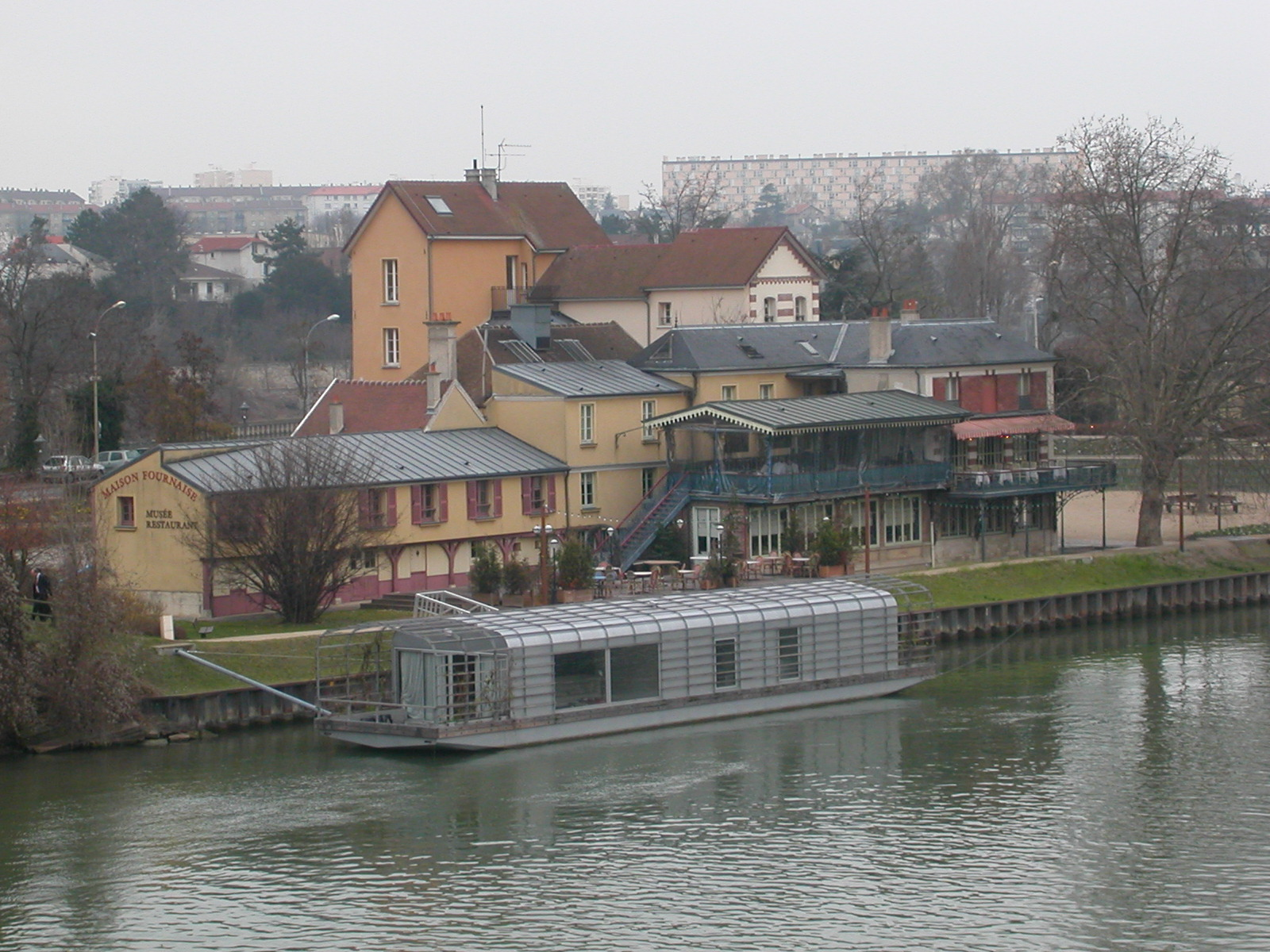
Restaurant Fournaise langs de Seine in Chatou.

Maison Fournaise, vroeger restaurant Fournaise, is een voormalig restaurant gelegen op het Île de Chatou, een kunstmatig riviereiland in de Seine nabij Parijs. Naast het opnieuw geopende restaurant is er ook een gemeentelijk museum gewijd aan de impressionisten waar regelmatig tijdelijke tentoonstellingen worden georganiseerd.

## Geschiedenis
In 1857 kocht de scheepstimmerman Alphonse Fournaise een terrein met enkele gebouwen op het eiland, waar hij zijn atelier vestigde en zijn vrouw in 1860 een restaurant opende. De bedoeling was, inspelend op de toenmalige mode, roeiboten te verhuren aan de Parijzenaars. Hun zoon, eveneens Alphonse geheten, zorgde voor het praktische reilen en zeilen bij de verhuur van de bootjes en hielp de dames bij het instappen. Hun dochter Alphonsine, die dikwijls model stond voor de schilders, verzorgde de ontvangst.
De plaats was geliefd bij de impressionistische schilders en werd bezocht door onder meer Claude Monet, Alfred Sisley, Berthe Morisot, Édouard Manet, Camille Pissarro en Pierre Prins. Ze waren gecharmeerd van de mooie zichten op de Seine en de schitterende lichteffecten op het water. Pierre-Auguste Renoir was er tussen 1868 en 1884 een van de frequente gasten en schilderde er zijn bekende Le Déjeuner des canotiers in 1881. Hij maakte ook portretten van Le père Fournaise en van de dochter Alphonsine. In totaal schilderde hij meer dan 30 werken te Chatou.
In 1906 werd het restaurant gesloten door Alphonsine Fournaise en verviel stilaan tot een ruïne. In 1979 werd de plaats opgekocht door de gemeente Chatou en de locatie werd in 1982 opgenomen in de lijst van beschermde monumenten. Vanaf 1984 begon men aan de restauratie en werd het geheel in oude glorie hersteld. In 1990 werd het restaurant heropend.

## Afbeeldingen

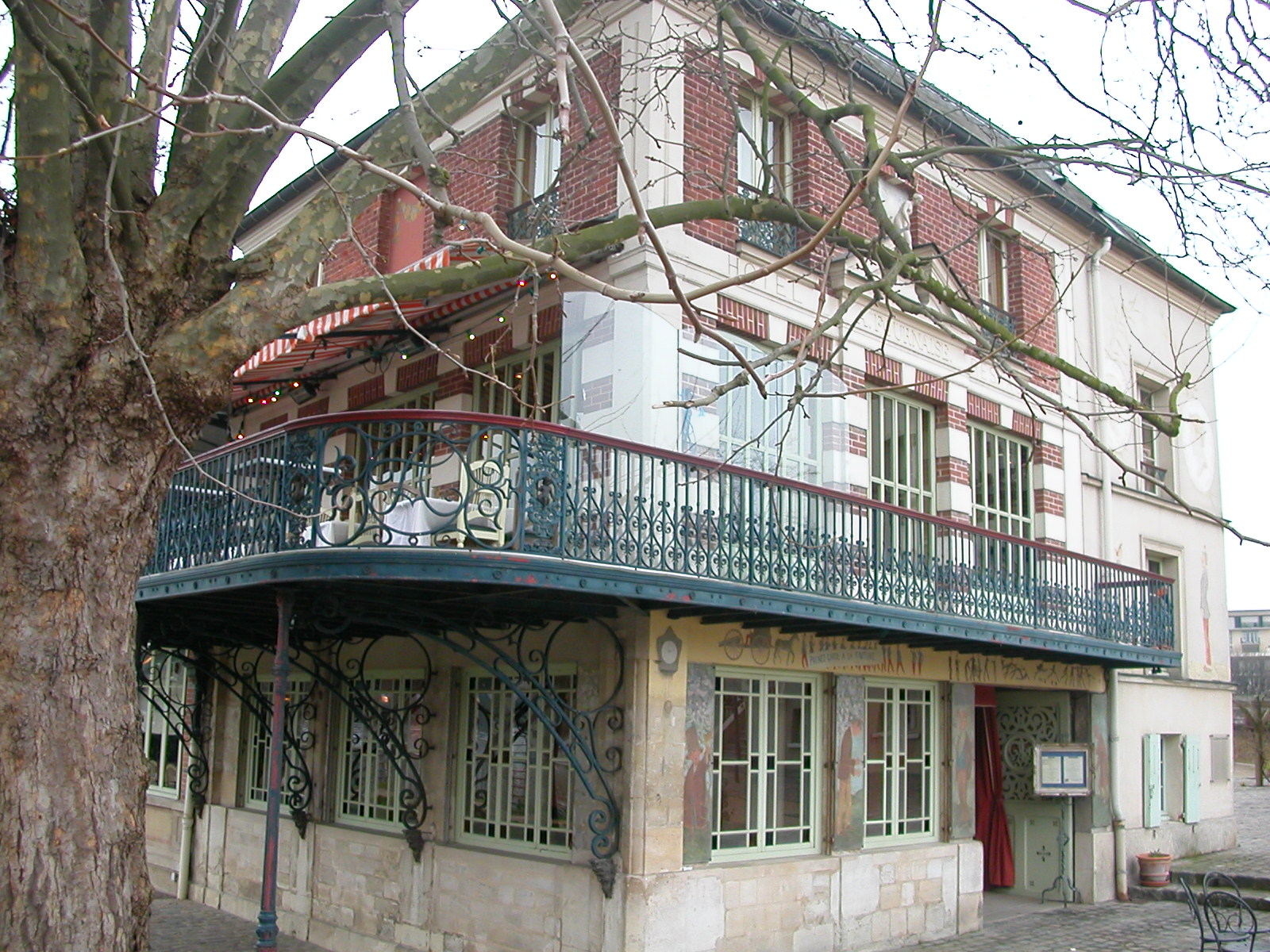
Restaurant Fournaise.
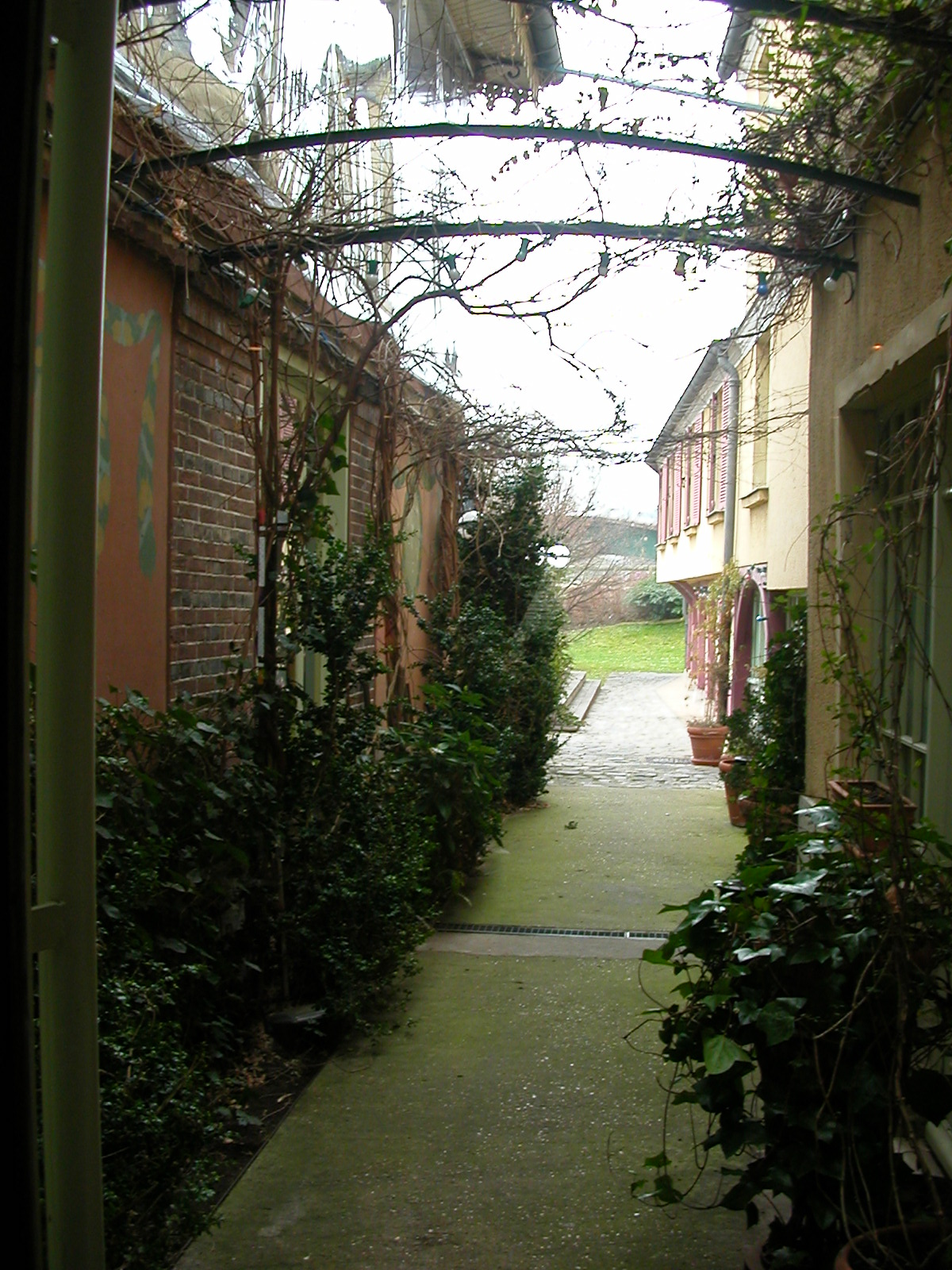
Restaurant Fournaise.
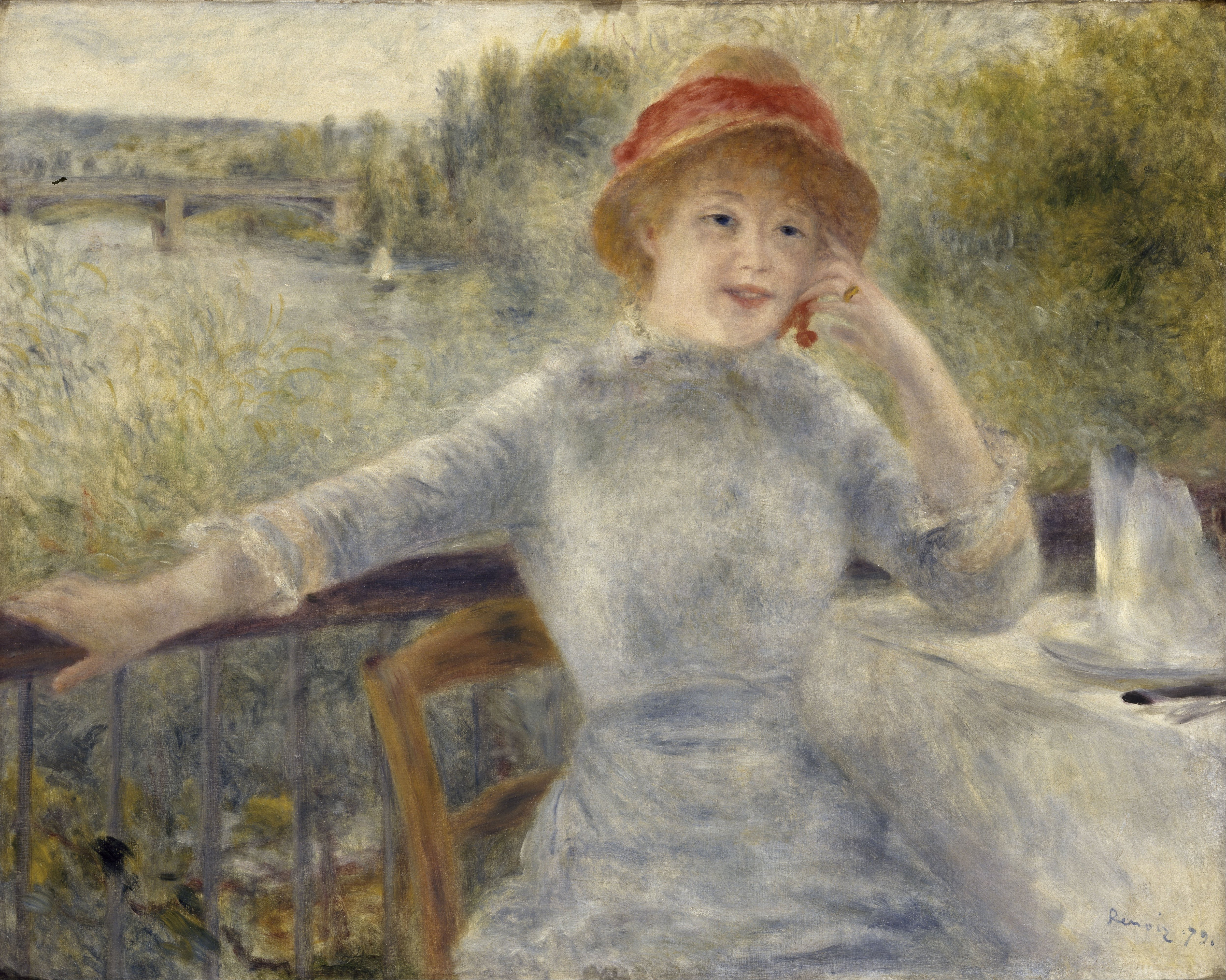
Pierre-Auguste Renoir, Alphonsine Fournaise, 1875
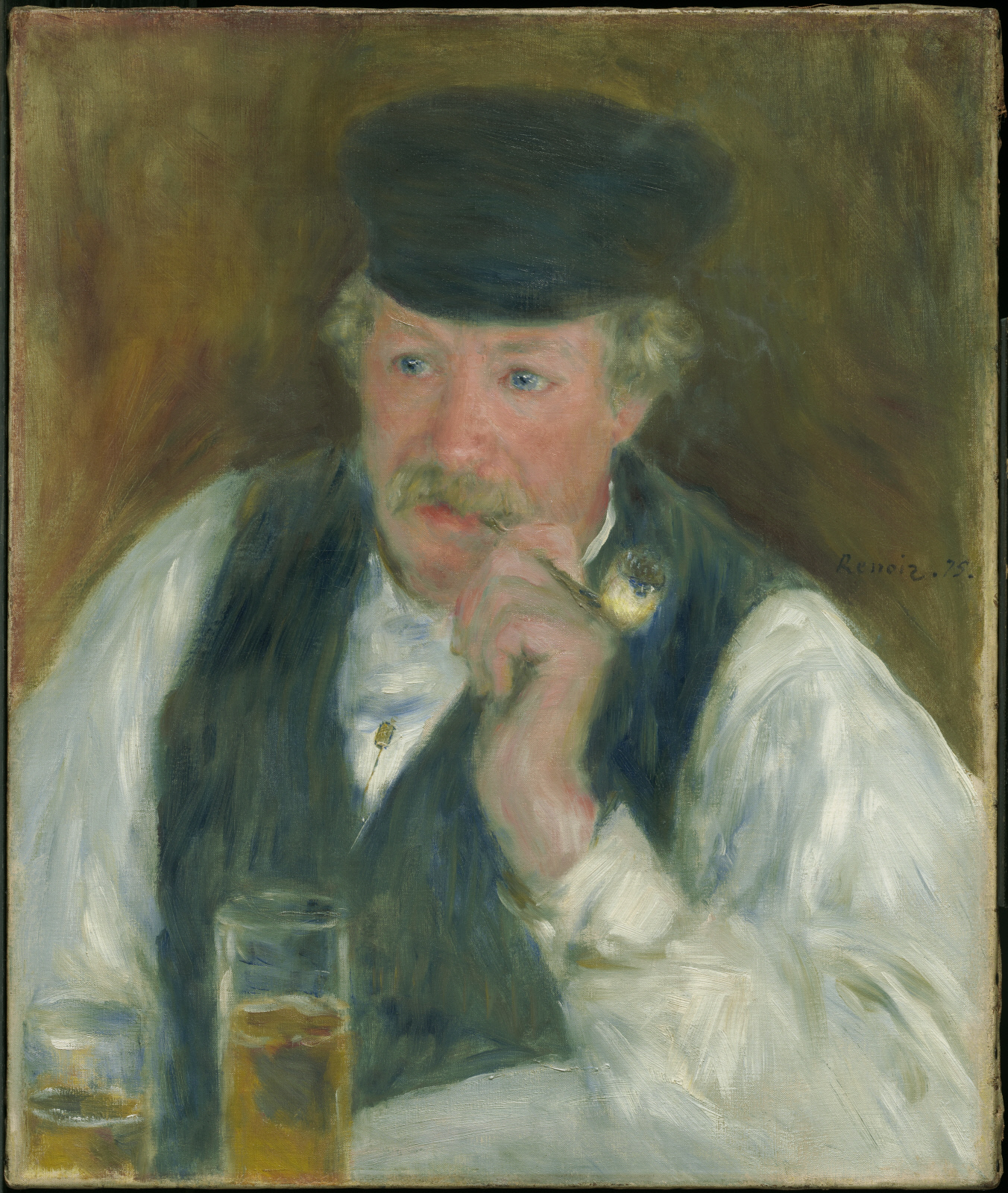
Pierre-Auguste Renoir, Le père Fournaise, 1875
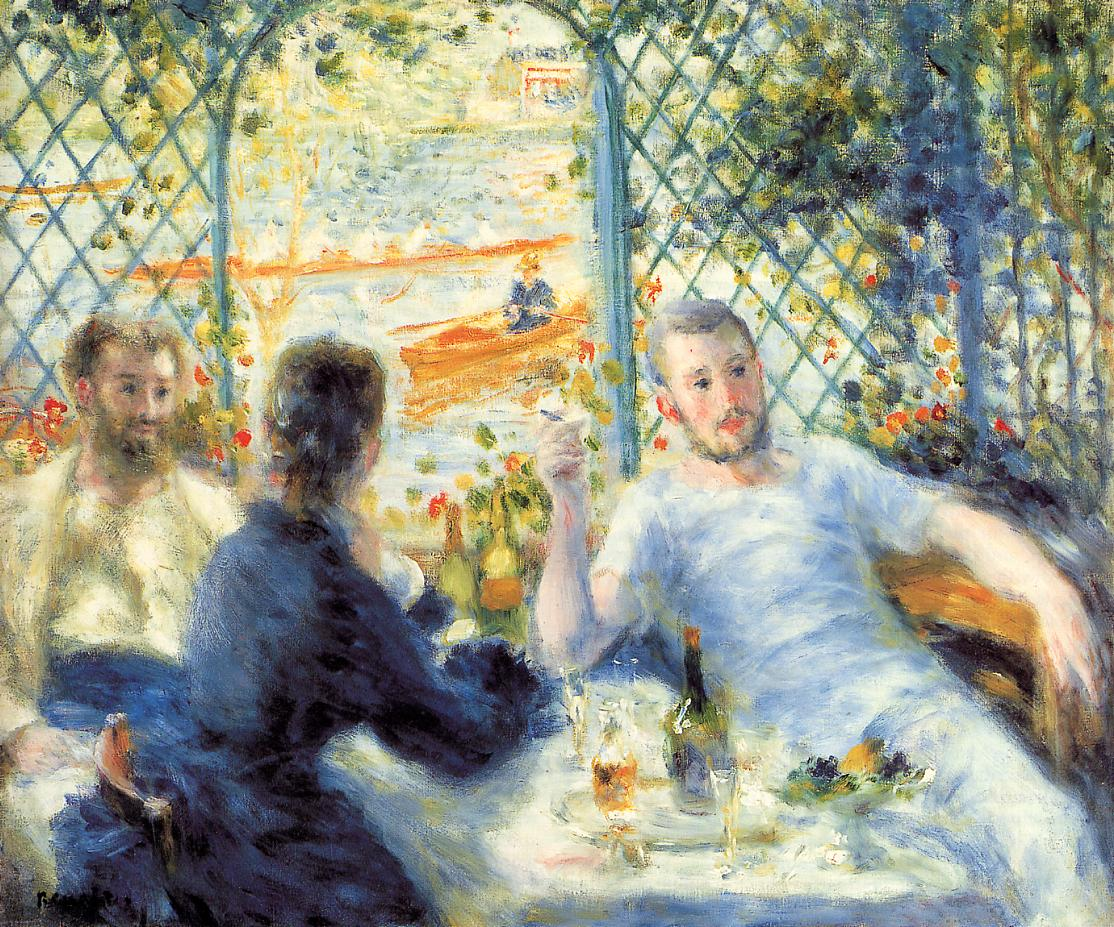
Pierre-Auguste Renoir, Canotiers, le déjeuner au bord de la rivière, ca. 1879
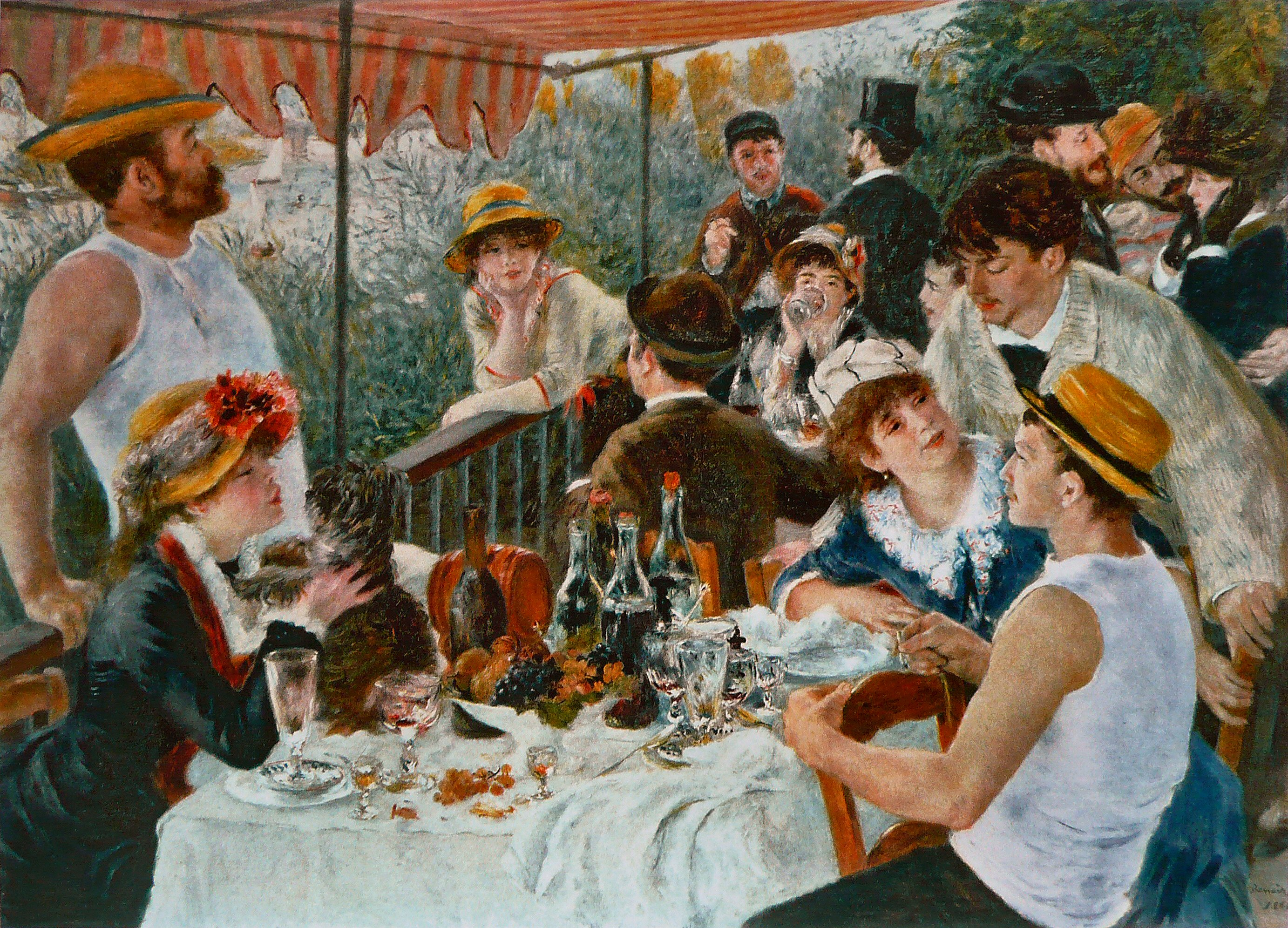
Pierre-Auguste Renoir, Le Déjeuner des canotiers, 1881